# Wyken
Wyken är en stadsdel i Coventry, i distriktet Coventry, i grevskapet West Midlands, i England. Denna ward hade 16 913 invånare år 2021. Wyken var en civil parish fram till 1932 när blev den en del av Coventry och Combe Fields. Denna civil parish hade 3 729 invånare år 1931.